# Coleco Telstar
De Telstar is een spelcomputer die werd gefabriceerd door Coleco en voor het eerst werd verkocht in 1976. Oorspronkelijk was het een PONG-kloon en gebaseerd op een General Instrument AY-3-8500-chip.

## Varianten
De vele versies van de Coleco Telstar zijn:
1. Telstar - (model 6040, 1976) Drie PONG-varianten (ijshockey, handbal en tennis), twee vaste paddle controllers.
2. Telstar Classic - (model 6045, 1976) Identiek aan de Telstar, houten omhulsel.
3. Telstar Deluxe - (1977) Ook bekend onder de naam "Video World Of Sports", identiek aan de Telstar maar met bruin voetstuk en houten omhulsel. Gemaakt voor de Canadese markt, met Engelse en Franse handleiding.
4. Telstar Ranger - (model 6046, 1977) Vier PONG-varianten (ijshockey, handbal, tennis en jai alai) en twee schietspellen (doel- en kleiduifschieten), zwart met wit platic omhulsel, inclusief lichtpistool en losse paddle controllers.
5. Telstar Alpha - (model 6030, 1977) Vier PONG-varianten, zwart met wit plasticomhulsel, vaste paddles.
6. Telstar Colormatic - (model 6130, 1977) Gelijk aan de Telstar Alpha maar in kleur en met bevestigde peddels met koord. Maakt gebruik van een Texas Instruments SN76499N-chip voor kleurgebruik.
7. Telstar Regent - (model 6036, 1977) Gelijk aan de Telstar Colormatic maar zonder kleur, zwart met wit omhulsel.
8. Telstar Sportsman - (1978) Gelijk aan de Telstar Regent maar inclusief het optionele lichtpistool en heeft andere instellingsknoppen.
9. Telstar Combat - (model 6065, 1977) Vier variaties op Kee Games, Tank, vier vaste joysticks (twee per speler) en maakt gebruik van een General Instrument AY-3-8700-Tankchip.
10. Telstar Colortron - (model 6135, 1978) Vier PONG-varianten, in kleur, ingebouwd geluid, vaste pedalen en gebruikt een AY-3-8510-chip.
11. Telstar Marksman - (model 6136, 1978) Vier PONG-varianten en twee schietspellen in kleur, een groter lichtpistool met verwijderbare loop, vaste pedalen, gebruikt AY-3-8512chip.
12. Telstar Galaxy - Losse joysticks en vaste pedalen en gebruikt de AY-3-8700-chip.
13. Telstar Gemini - (1978) Vier flipperspellen en twee lichtpistoolspellen in kleur, met lichtpistool, twee flipperknoppen aan de linker- en rechterkant, op basis van een MOS Technology MPS 7600-chip.
14. Telstar Arcade - Cartridgesysteem, driehoekig omhulsel met lichtpistool, stuurwiel met versnellingen en pedalen. Elke cartridge bevat een aangepaste MOS Technology MPS-7600-chip en 3-4 spellen gebrand in het ROM-geheugen.

Het grote scala aan Telstarproducten en het dreigende, langzaam uitstervende PONG-machinefemomeen dreef Coleco vrijwel tot het faillissement in 1980.